# Karina de Wit

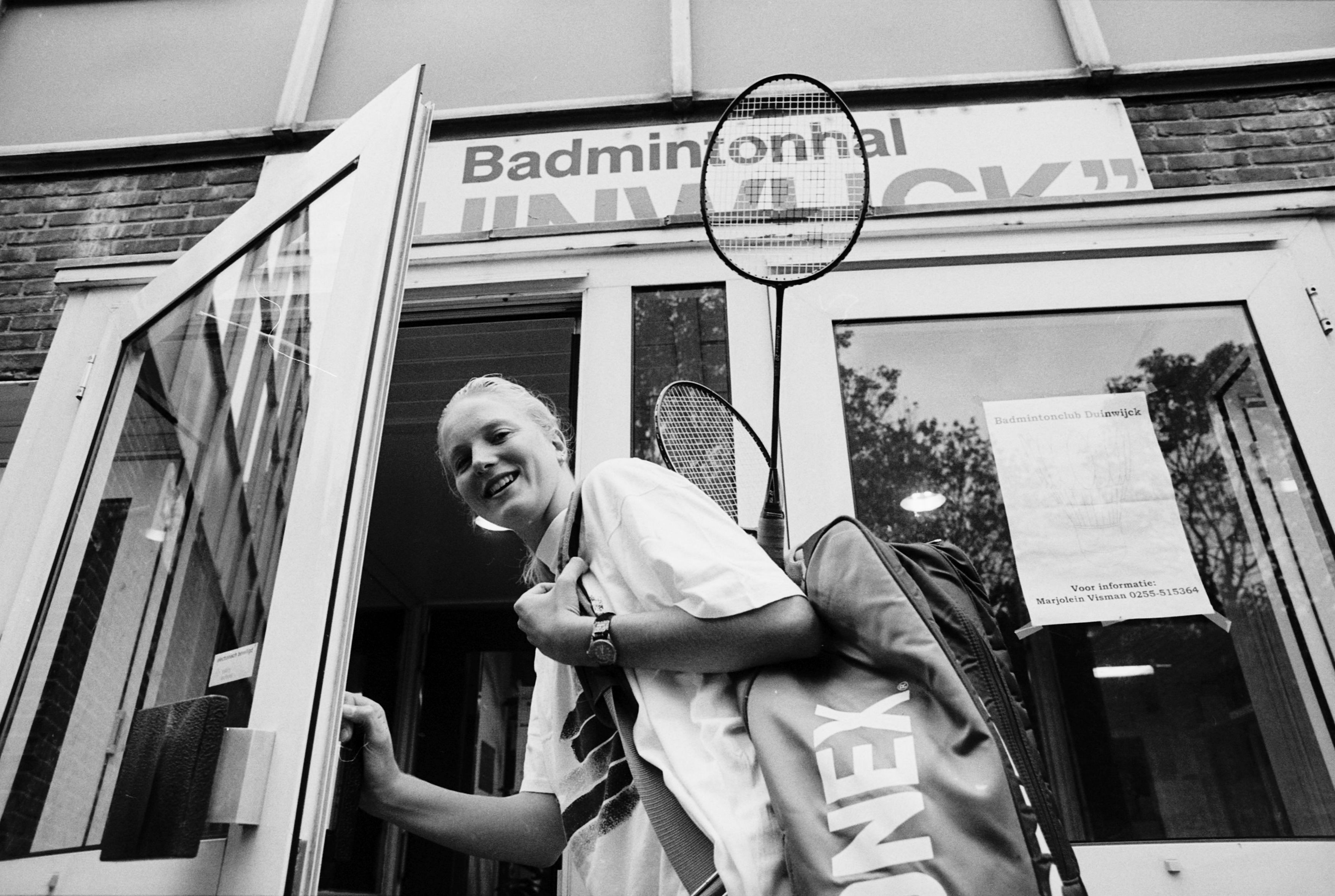
Karina de Wit, Duinwijck, badminton, sept. 1997

Karina de Wit (Heemskerk, 20 december 1976) is een Nederlandse badmintonspeelster die uitkomt voor BC Duinwijck in de Nederlandse eredivisie. Ze is de voormalig nr.10 van de wereldranglijst en maakte in 2006 deel uit van de Nederlandse ploeg die zilver won op de mondiale Uber Cup. De Wit werd zowel in 2005 (met Brenda Beenhakker) als 2008 (met Ginny Severien) Nederlands kampioen dubbelspel.

## Nationaal
De Wit begon met badminton bij BC Heemskerk in haar geboorteplaats. In 2009 stond ze samen met Chris Bruil in de finale van het Nederlands kampioenschap gemengd dubbel, maar verloor daarin van het duo Jorrit de Ruiter/Ilse Vaessen. Voordat ze het NK vrouwendubbel won in 2005, stond ze samen met Brenda Beenhakker in 2003 ook al in de finale. De kans op haar eerste nationale titel werd de Heemskerkse toen ontnomen door Mia Audina/Lotte Jonathans.
Zowel in 2005, 2006 als 2007 eindigde De Wit als eerste in de eindstand van het Satellite Circuit van het enkelspel. Begin 21e eeuw deed de Heemskerkse sportief een stapje terug om zich te kunnen richten op haar maatschappelijke carrière.